# Fahéjvörös pókhálósgomba
A fahéjvörös pókhálósgomba (Cortinarius laniger) a pókhálósgombafélék családjába tartozó, Európában és Észak-Amerikában honos, fenyvesekben élő, nem ehető gombafaj. 

## Megjelenése
A fahéjvörös pókhálósgomba kalapja 4-10 cm széles, eleinte félgömb alakú, majd domborúan, idősen laposan kiterül, közepén néha lapos púppal. Felszíne szálas, néha bolyhos vagy finoman pikkelyes. Idősen ráncosodhat. Színe tompa narancsbarna, halvány téglavörös vagy sötét vörösbarna; enyhén higrofán (megszáradva világosabb). Szélén fehér burokmaradványok lehetnek. 
Húsa puha, szürkésfehér vagy halvány vörösbarna. Szaga retekszerű, íze nem jellegzetes. 
Közepesen sűrű lemezei tönkhöz nőttek. Színük eleinte élénk téglavörös, később narancsbarna, élük kissé világosabb és többé-kevésbé fogazott. 
Tönkje 5-12 cm magas és 0,8-1,5 cm vastag. Töve bunkósan megvastagodott. Színe halvány barnásszürke. A fiatal lemezeket védő pókhálószerű kortina dús, gyapjas, fehér színű és később foszlányosan rajta maradhat a tönkön. 
Spórapora rozsdabarna. Spórája ellipszis alakú, közepesen vagy erősen rücskös, vastag falú, mérete 9-11(12) x 5,5-6,5 µm.

### Hasonló fajok
A kettősburkú pókhálósgomba, a rozsdabarna pókhálósgomba, a szagos pókhálósgomba, a pompás pókhálósgomba, a kesernyés pókhálósgomba, a szálaskalapú pókhálósgomba hasonlíthat hozzá. 

## Elterjedése és termőhelye
Európában és Észak-Amerikában honos. 
Fenyvesekben található meg, inkább meszes, mohás talajon. Nyártól késő őszig terem. 

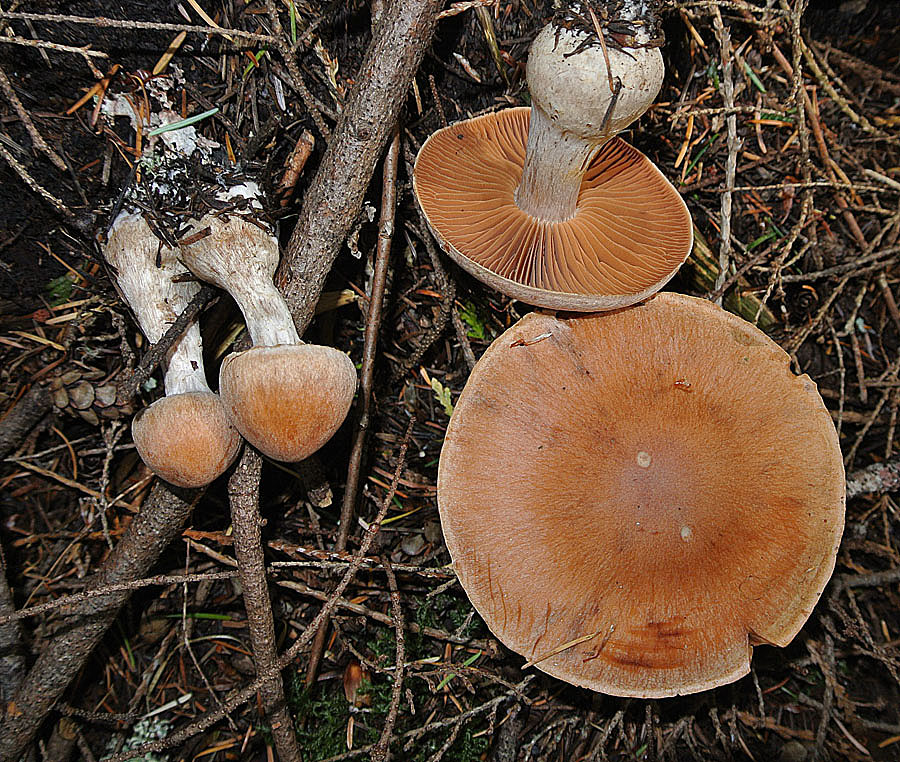
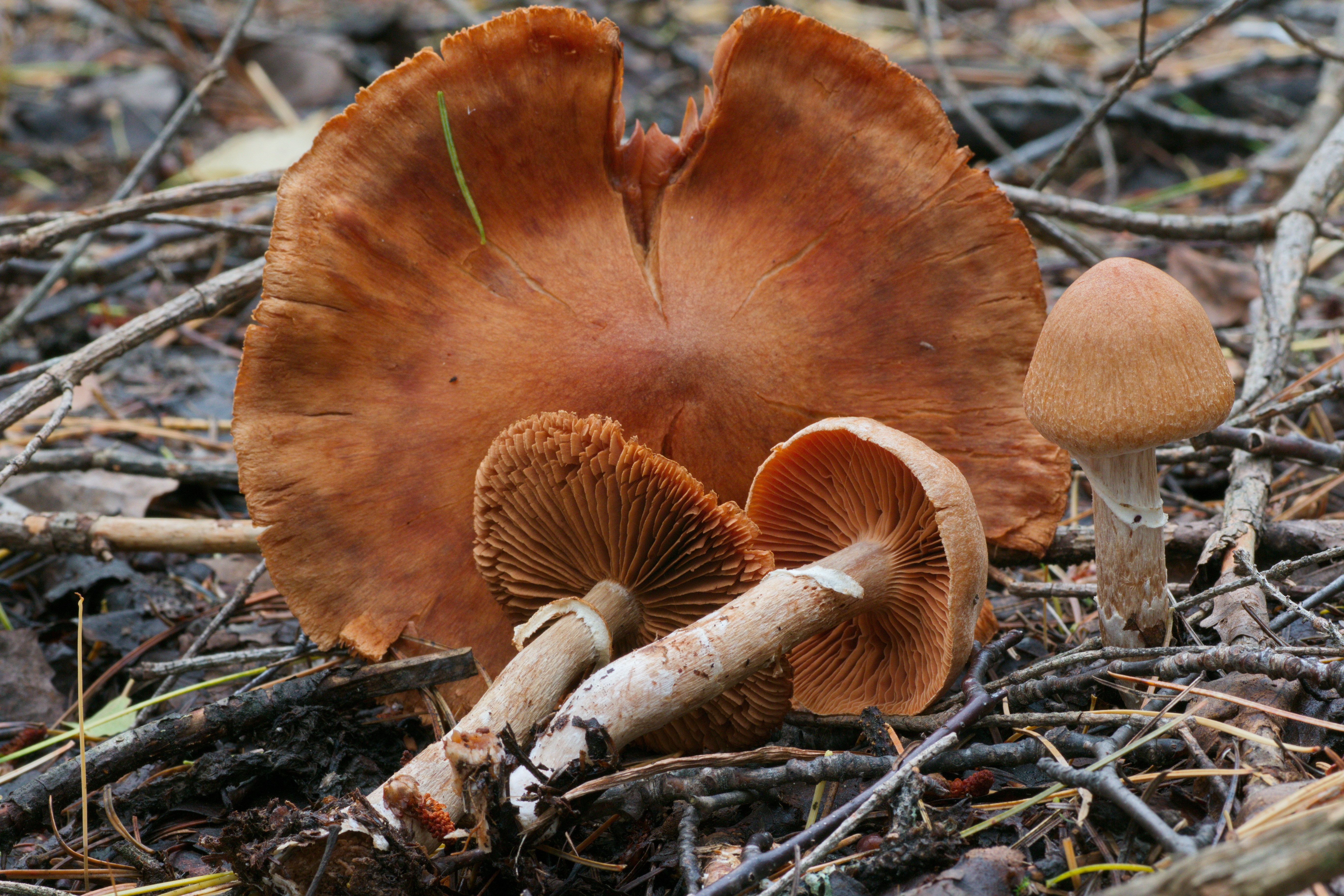
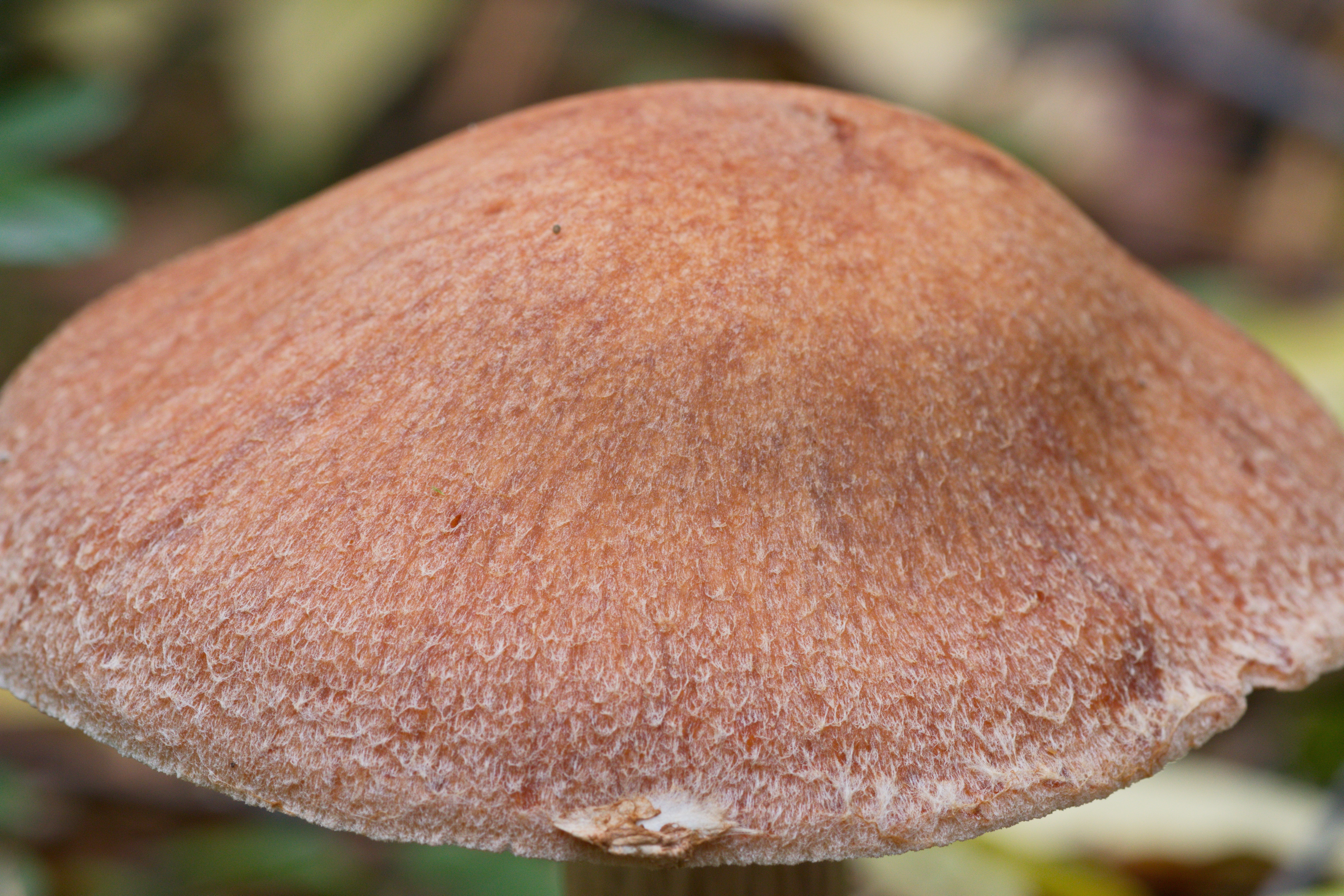
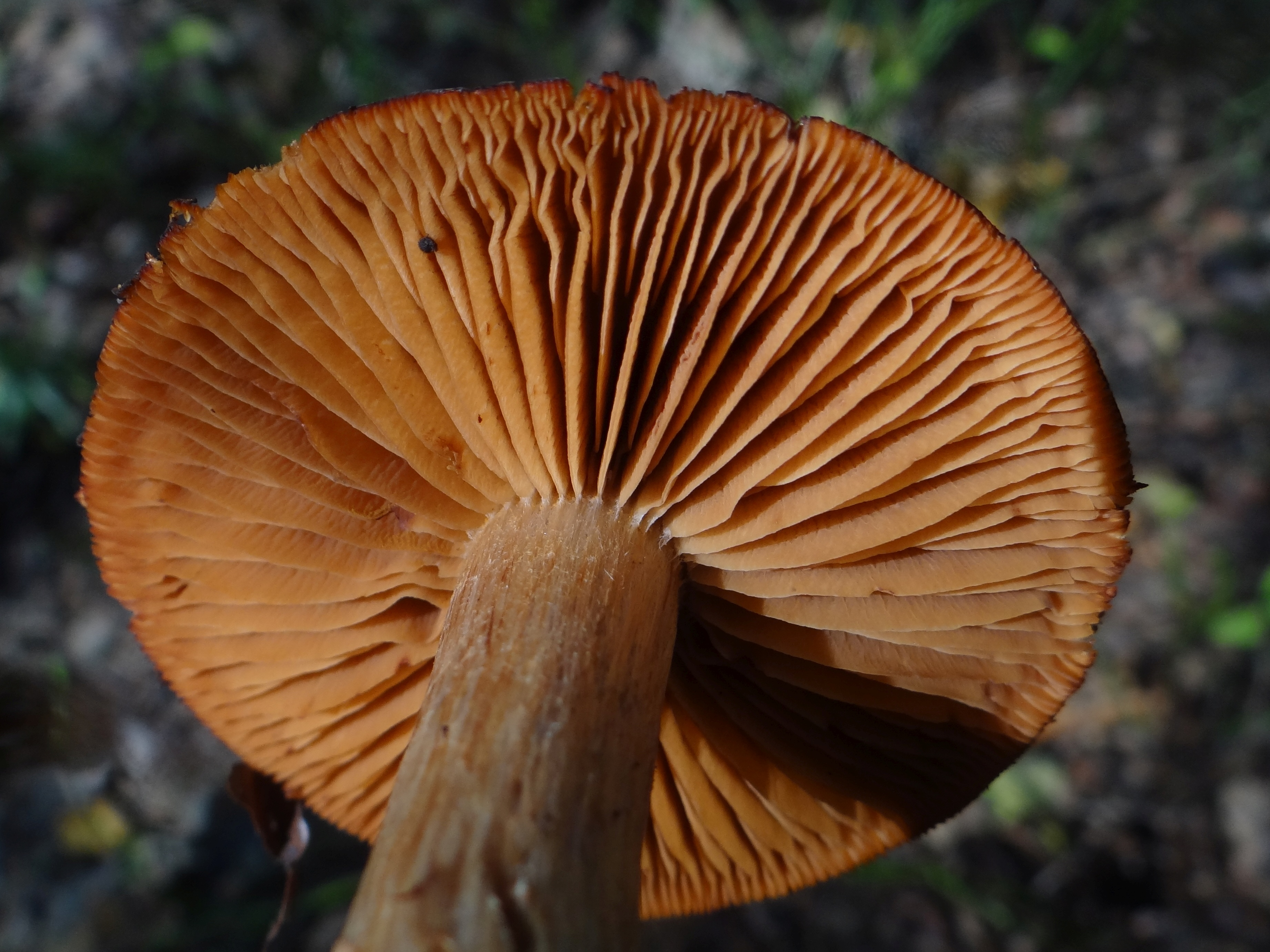
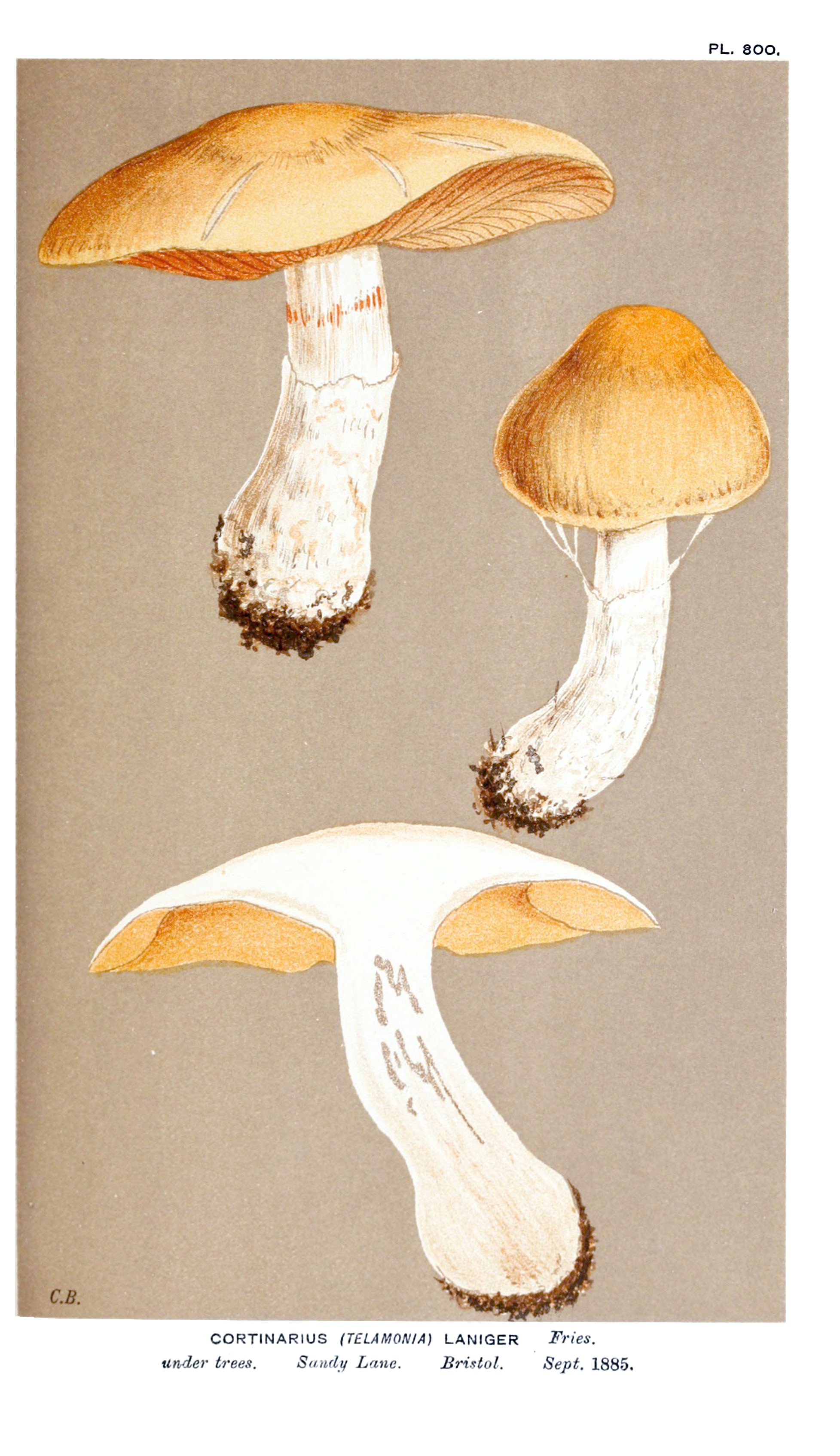

Nem ehető.  